# Division 4 i fotboll för damer
Division 4 är Sveriges sjätte högsta division i damfotboll.